# Tetramorium meridionale
Tetramorium meridionale är en myrart som beskrevs av Carlo Emery 1870. Tetramorium meridionale ingår i släktet Tetramorium och familjen myror. Inga underarter finns listade i Catalogue of Life.